# パトリック・カウリー
パトリック・カウリー（Patrick Cowley、1950年10月19日 - 1982年11月12日）は、ディスコやHi-NRGといったダンス・ミュージックの作曲家であり、レコーディング・アーティストであった。彼の録音スタイルは、ジョルジオ・モロダーに影響を受けており、エレクトロニック・ダンス・ミュージックのパイオニア的な存在として知られている。
ディスコ・シンガーのシルヴェスターとのコラボレーションによって広く知られている。

## 経歴
バッファローで生まれて、その後はシンセサイザーの研究に没頭した。1971年にサンフランシスコへ移ってからは、市内のディスコで照明技師として働き、その際にそこで演奏をしていたシルヴェスター（元々は、ザ・コケッツというゲイの演劇集団に在籍）と出会った。彼らは共同で活動を始め、カウリーはシルヴェスターの攻撃的なシンセサイザー・スタイルに影響された。彼らは、クラブ・ダンスの熱狂的なファン達に対し、「You Make Me Feel (Mighty Real)」「Dance (Disco Heat)」や、最も成功したシングルとなった「ドゥ・ユー・ワナ・ファンク」のようなヒット曲で応えた。
自身のヒットとしては、ゲイ・クラブ・シーンのを讃えた1981年の「Menergy」や、「Megatron Man」がある。同年に、パトリック・カウリーは、サンフランシスコのディスコ「The EndUp」で行われた「Menergy」パーティーで、DJを行った。1982年には、サンフランシスコのアーティストであるポール・パーカーのために、ダンス・シングル曲「Right on Target」を書き上げてプロデュースを行い、ホットダンスミュージック／クラブ・プレイチャートで1位を獲得している。さらにカウリーは、15分以上を越える長尺となったドナ・サマー「I Feel Love」のリミックスをリリースした（ちなみにこれは現在、コレクターズ・アイテムとなっている）。彼が自身のHIV感染が進行しているのを感じてきた時に、最終のアルバムとなった『Mind Warp』がリリースされた。これは、病状が進行するにつれ、現実から逃避している現在の心境を表す内容となっていた。カウリーは存命中に3枚のソロ・アルバムを発表しただけであったが、ペット・ショップ・ボーイズやニュー・オーダーなどのグループ、日本ではDJ TASAKA、KAGAMI、電気グルーヴの石野卓球などが、影響を与えられたアーティストの1人として、今でも彼の名前を挙げている。
1982年11月12日、AIDSの合併症により亡くなった。32歳没。

## ディスコグラフィ

### アルバム
- Menergy (1981年、Fusion)
- Megatron Man (1981年、Megatone)
- Mind Warp (1982年、Megatone)
- 『カトリック』 - Catholic (2009年、Macro Recordings) ※with ジョージ・ソカーラス、1976年-1979年録音
- School Daze (2013年、Dark Entries) ※1973年-1981年録音
- Kickin' In (2015年、Dark Entries) ※1975年-1978年録音
- Muscle Up (2015年、Dark Entries) ※1973年-1981年録音
- Candida Cosmica (2016年、Dark Entries) ※with キャンディダ・ロイヤル、1973年-1975年録音
- Afternooners (2017年) ※1982年録音
- Mechanical Fantasy Box (2019年)
- Some Funkettes (2020年)
- Malebox (2022年、Dark Entries) ※1979年-1981年録音

### EP
- 『テクノロジカル・ワールド / ドント・ストップ』 - Tech-No-Logical World / Don't Stop (1982年)
- 『ドゥ・ユー・ワナ・ファンク』 - Do You Wanna Funk (1983年)